# トクヤマ
株式会社トクヤマ（英: Tokuyama Corporation）は、日本の大手総合化学工業メーカー。登記上の本店（徳山製造所）を創業地である山口県周南市（旧徳山市）御影町に置く。また東京都千代田区に東京本部を設置する。さらに開発・製造拠点として山口県周南市と茨城県神栖市に工場を、茨城県つくば市に研究所を持つ。日経平均株価の構成銘柄の一つ。

同根企業である双日（旧岩井産業→日商岩井）、関西ペイントらと共に旧岩井財閥系の企業で構成される最勝会グループのメンバーであり、加えて旧三和銀行（現三菱UFJ銀行）の融資系列で構成される三和グループの三水会とその後身社長会である水曜会およびみどり会の会員企業でもある。

## 事業
旧社名・「日本曹達工業」、「徳山曹達」の示すとおり、元々は電解ソーダをはじめとしたナトリウム部門が主力であったほか、セメント製造分野でも、山口県や九州を中心に「トクヤマ」のブランドで知られ、大手の一角を占めてきた。近年は事業の多角化を進め、石油化学全般の様々な分野に力を入れている。中でも高純度ポリシリコンは世界第二位の生産量を誇っており、99.999999999%（イレブンナイン）という高い純度を持っている。
1982年には、吸湿性の高い粒状塩化カルシウムを主成分とした除湿剤「水とりぞうさん」を発売し、家庭用品分野に進出した。同製品はエステー・白元アースなどの競合製品が登場した後もトップクラスのシェアを誇ってきたが、トクヤマのリストラの一環で2004年に家庭用品部門をオカモトへ事業譲渡したため、以後の製造・販売はオカモトが手がけている（一時、小林製薬が有力視とされていたが断念した）。また、かつては新日鐵化学（当時、上場会社。現・日鉄ケミカル&マテリアル）や南部工業と共同出資して設立していた南部化成を通じプラスチック形成加工事業へも参入していたが、金型・試作品大手のアークに買収され資本撤退。なお、そのアーク社も近年の経営環境の悪化や世界不況などの関係でグループ再編が取り沙汰され、2009年に南部化成の株式を国内の有力投資会社・日本みらいキャピタルの組成するファンドへ売却している。
なお社名の由来ともなった旧徳山市を含む周南地域では、地名としての徳山と区別するためしばしば「株トク」と呼ばれる。

### 太陽電池用シリコン生産での損失
2009年、トクヤマは当時需要が急増していた太陽電池用のシリコン生産を経営の柱に据えるべく、電気代の安いマレーシアに工場を新設することを決定。工場建設が始まった2011年には第2工場の建設も発表された。しかし2011年後半、太陽電池価格の暴落が起こり、工場は稼働前から採算を取ることが困難な状況となった。
2015年3月期決算では、マレーシアの多結晶シリコン工場で半導体向け製品の生産開始のめどが立たないとして、748億円の減損処理を実施したほか、連結で653億49百万円の過去最大の赤字を計上した。これに伴い当時の社長が引責辞任したほか、東京本部の規模を半数に縮小し、徳山製造所などに移転するなどの経営改革を実施した。
また翌2016年3月期の連結決算でも純損益は過去最大となる1005億6300万円の赤字を計上した。これによって財務立て直しが急務であるため大手銀行や日本政策投資銀行、三菱商事などが出資する「ジャパン・インダストリアル・ソリューションズ」から200億円前後の出資を受け入れた。
2016年9月28日、一連の損失の原因となったマレーシア工場を約100億円（9800万米ドル）で韓国のOCI Company Ltd.へ売却することが発表された。

## 沿革
- 1918年2月 - 関西貿易業界の立役者である岩井勝次郎によって、山口県都濃郡徳山町（後の徳山市で、現在の周南市）にアンモニアソーダ法製造を目的とした日本曹達工業株式会社（現存する日本曹達株式会社とは無関係）が設立される。
- 1936年1月 - 商号を徳山曹達株式会社に変更。
- 1949年5月 - 東京証券取引所、大阪証券取引所に上場。
- 1989年5月 - つくば研究所を新設。
- 1994年4月 - 現在の商号に変更。
- 2005年 - 自社の企業立病院であった徳山病院を経営分離。
- 2009年12月 - 大阪証券取引所（現在は市場統合）上場廃止。
- 2010年7月29日 - 連結子会社の徳山生コンクリートが解散[22]。
- 2018年2月 - 創立100周年。

## 主な事業拠点

### 本部・支店
- 東京本部 -東京都千代田区外神田1丁目7-5（フロントプレイス秋葉原）
- 大阪オフィス - 大阪市北区中之島2丁目2-7（中之島セントラルタワー）
- 広島支店 - 広島市中区鉄砲町8-18（広島日生みどりビル）
- 高松支店 - 香川県高松市寿町2丁目1-1（高松第一生命ビル新館）
- 福岡支店 - 福岡市中央区天神2丁目8-38（協和ビル 7階）

### 工場・研究所
- 徳山製造所（登記上の本店） - 山口県周南市御影町1-1
- 鹿島工場 - 茨城県神栖市砂山26
- つくば研究所 - 茨城県つくば市和台40

## 関係会社
2016年3月31日現在、子会社55社及び関連会社30社が存立する。

## 不祥事
2015年、トクヤマの男性社員 (当時30代)が、自殺したのは過剰な業務が原因だとして、遺族が同社を控訴している。

## ギャラリー

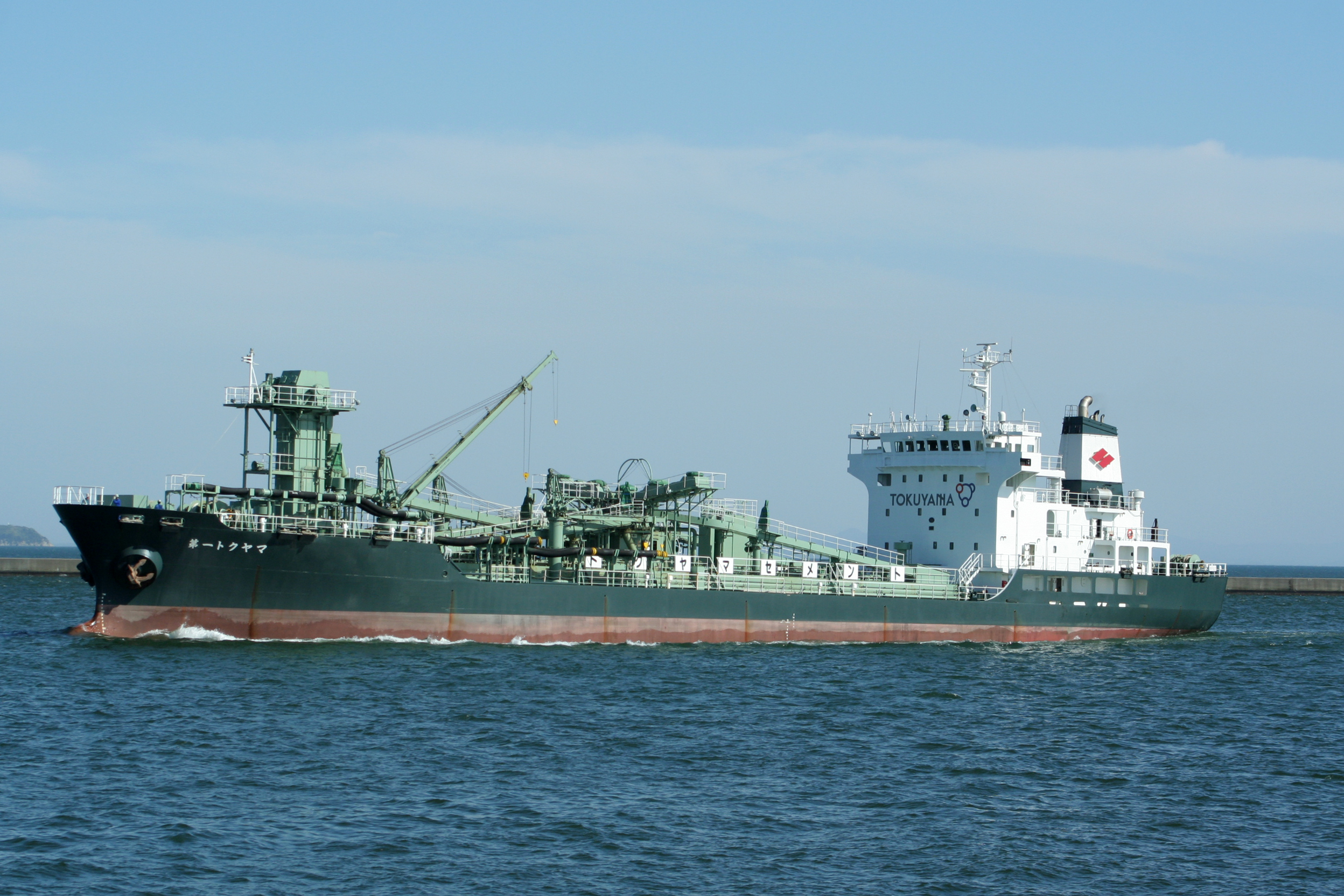
所有するセメントタンカーである第一トクヤマ
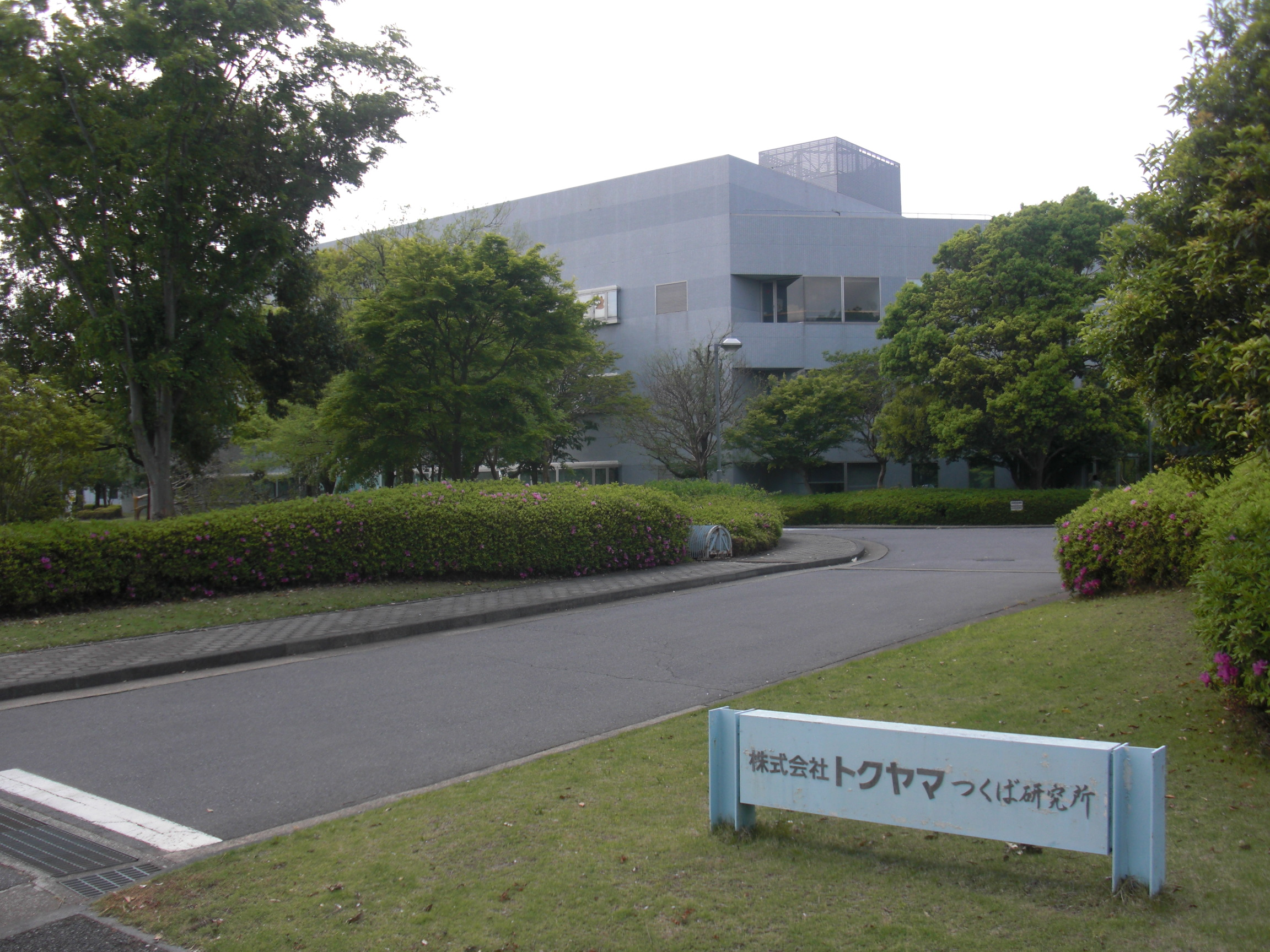
つくば研究所
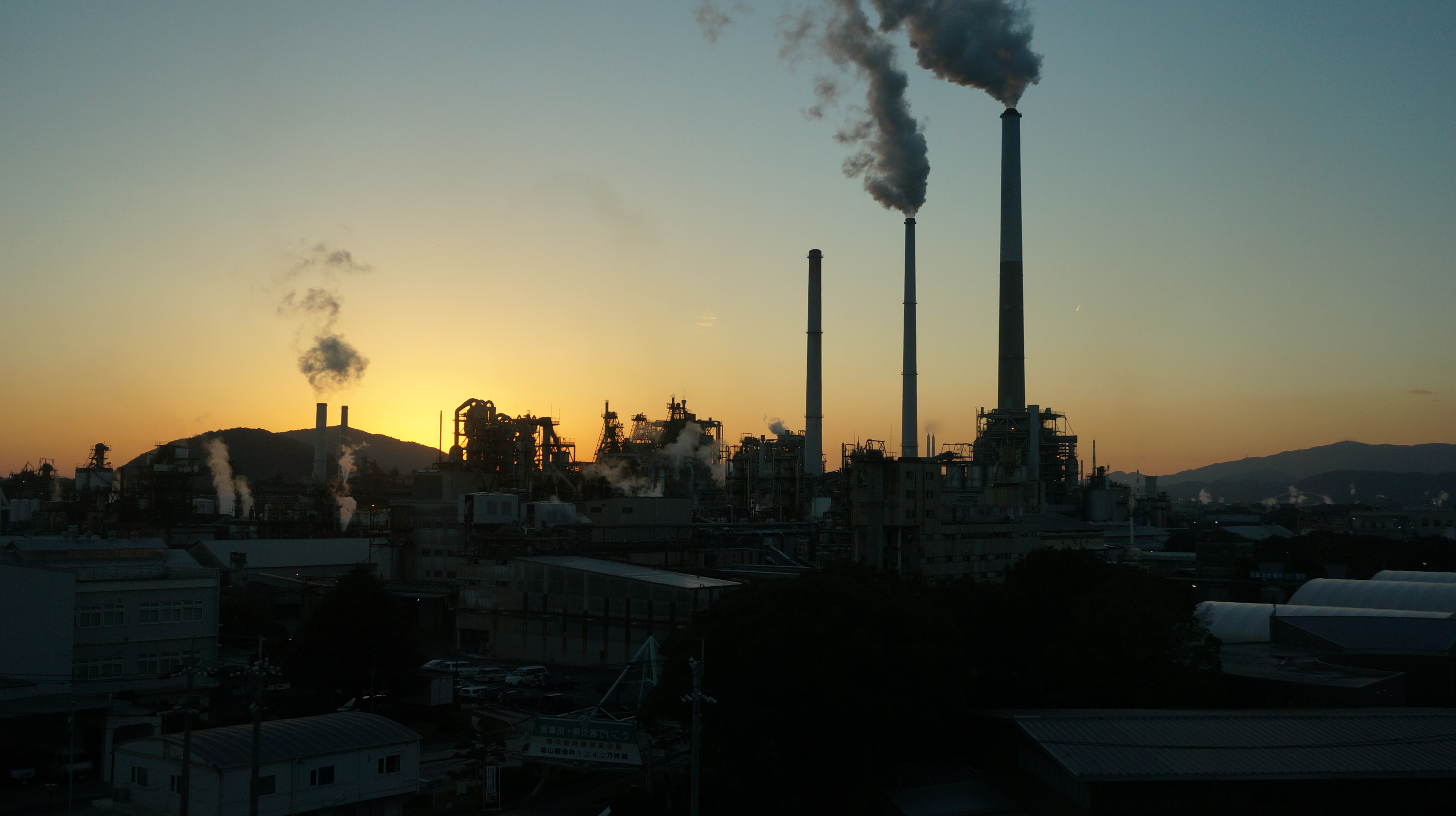
徳山製造所(山口県周南市)